# Monopera micrantha
Monopera micrantha är en grobladsväxtart som först beskrevs av George Bentham, och fick sitt nu gällande namn av K. Barringer. Monopera micrantha ingår i släktet Monopera och familjen grobladsväxter. Inga underarter finns listade i Catalogue of Life.